# Argyrobrithes separatus
Argyrobrithes separatus är en tvåvingeart som först beskrevs av de Meijere 1907.  Argyrobrithes separatus ingår i släktet Argyrobrithes och familjen vapenflugor. Inga underarter finns listade i Catalogue of Life.